# Château de l'Audardière
Le château de l'Audardière est un château situé à Apremont, dans le département de la Vendée.

## Historique
Le château de l'Audardière est un ancien château féodal, remanié au cours du XVIIIe siècle. La famille Mauclerc en est le propriétaire du XIIIe siècle au XVIe siècle. Il passe par héritage successivement aux La Touche et aux Puy du Fou.
En 1717, le domaine est vendu pour 94 000 livres à André Serventeau, écuyer, seigneur de la Brunière, armateur aux Sables-d'Olonne. Il passe ensuite à son fils, André Charles Benoit Servanteau de La Brunière, époux de Marie Thérèse de Surineau de La Menolière, puis à Charles André Augustin Marie Servanteau de L'Echasserie, époux d'Anne Marie Yolande Baudry d'Asson, chevau-léger de la garde du Roi et maire de La Bruffière, qui délaisse l'Audardière pour le château de l'Échasserie dont son père avait hérité.
Marie Sebois, épouse de  Mathurin Boulais puis de Zacharie Mérée Prébois, en est propriétaire en 1837. À sa mort en 1842, il passe à Mme Charles Bosset, puis à Éléonor Honoré Rangaine.
Il devient ensuite la propriété de la famille Hilleriteau puis de la famille de Bonneval.
Ce bâtiment fait l’objet d’un inscription au titre des monuments historiques depuis le 2 mars 1981.

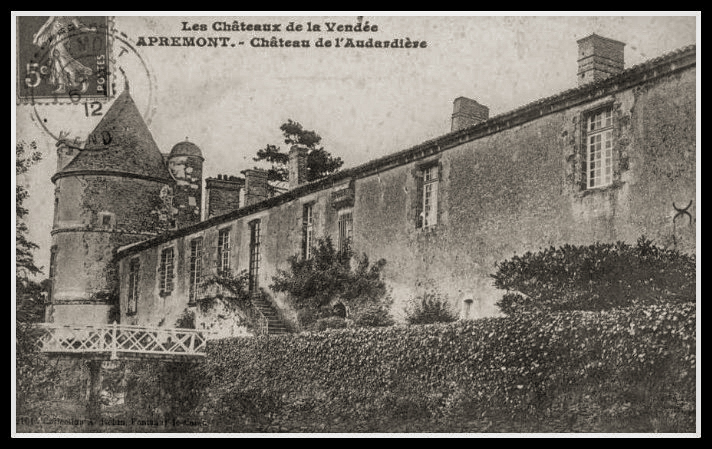

## Cinéma
Le château de l'Audardière a servi de lieu de tournage au film Les Vieux de la vieille, réalisé en 1960 par Gilles Grangier.

## Sources
- Guy de Raigniac, Annuaire de la Société d'émulation de la Vendée (1975), AD85 - BIB PC 16/47